# Morti nel 1944/Settembre
| Questa pagina contiene informazioni ricavate automaticamente dalle voci biografiche con l'ausilio del template Bio e di un bot. L'aggiornamento è periodico e automatico e ricostruisce completamente la pagina. Se manca una persona in questa lista, sei pregato di non aggiungerla, ma accertati piuttosto che la sua voce biografica contenga il template Bio e che i dati anagrafici siano correttamente compilati. Se il template Bio manca, inseriscilo tu stesso o, in alternativa, metti l'avviso {{tmp\|Bio}} che ne segnala la mancanza. Se i dati riportati sono sbagliati, correggi direttamente la voce biografica; le modifiche saranno visibili in questa lista entro pochi giorni. Per chiarimenti vedi il progetto biografie. La lista contiene solo le 159 persone che sono citate nell'enciclopedia e per le quali è stato implementato correttamente il template Bio. Pagina aggiornata al 10 ago 2025. |

- 1º settembre - Werther Gaiani, calciatore italiano (n. 1925)
- 1º settembre - Bernard Premsela, sessuologo olandese (n. 1889)
- 1º settembre - Liviu Rebreanu, scrittore e giornalista romeno (n. 1885)
- 2 settembre - Gustav Aschaffenburg, psichiatra tedesco (n. 1866)
- 2 settembre - Albino Badinelli, carabiniere italiano (n. 1920)
- 2 settembre - Otello Boccherini, militare italiano (n. 1918)
- 2 settembre - Eldo Capanna, militare italiano (n. 1917)
- 2 settembre - Eugenio Gestri, ciclista su strada italiano (n. 1905)
- 2 settembre - Arrigo Guerci, militare, aviatore e partigiano italiano (n. 1920)
- 2 settembre - Olavi Laiho, militare finlandese (n. 1907)
- 2 settembre - Constant van Langhendonck, cavaliere belga (n. 1870)
- 2 settembre - Paul Laux, generale tedesco (n. 1887)
- 2 settembre - Hendrikus Albertus Lorentz, esploratore e diplomatico olandese (n. 1871)
- 2 settembre - George W. Norris, avvocato e politico statunitense (n. 1861)
- 2 settembre - Arthur Smith Woodward, paleontologo britannico (n. 1864)
- 2 settembre - Edoardo Spasiano, prefetto e politico italiano (n. 1879)
- 2 settembre - Shirō Takasu, ammiraglio giapponese (n. 1884)
- 2 settembre - Manfred von Killinger, militare e politico tedesco (n. 1886)
- 3 settembre - Artur Amon, cestista estone (n. 1916)
- 3 settembre - Emil Lang, aviatore e ufficiale tedesco (n. 1909)
- 3 settembre - Leandro Puccetti, partigiano italiano (n. 1923)
- 3 settembre - Gastone Rossi, partigiano italiano (n. 1928)
- 4 settembre - Erich Fellgiebel, generale tedesco (n. 1886)
- 4 settembre - Heinrich Graf von Lehndorff-Steinort, militare tedesco (n. 1909)
- 4 settembre - Basil Lubbock, navigatore e scrittore britannico (n. 1876)
- 4 settembre - Fritz Thiele, ufficiale tedesco (n. 1897)
- 5 settembre - Adolfo Carmine, collezionista d'arte svizzero (n. 1866)
- 5 settembre - Edoardo Cecere, militare e partigiano italiano (n. 1896)
- 5 settembre - Iro Konstantopoulou, partigiana greca (n. 1927)
- 5 settembre - Nicolaas Moerloos, ginnasta belga (n. 1900)
- 5 settembre - Ernst Reckeweg, ginnasta e multiplista statunitense (n. 1873)
- 5 settembre - Maximilian Volke, aviatore tedesco (n. 1915)
- 6 settembre - Rinaldo Arnaldi, militare e partigiano italiano (n. 1914)
- 6 settembre - Benedetto de Besi, partigiano italiano (n. 1926)
- 7 settembre - Leonardo Cocito, antifascista e partigiano italiano (n. 1914)
- 7 settembre - Gaspare Colosimo, avvocato, politico e filantropo italiano (n. 1859)
- 7 settembre - Giuseppe Del Mei, partigiano italiano (n. 1924)
- 7 settembre - Marko Došen, politico croato (n. 1859)
- 7 settembre - Heinrich Hess, alpinista, scrittore e imprenditore austriaco (n. 1857)
- 7 settembre - Salvador Montes de Oca, vescovo cattolico venezuelano (n. 1895)
- 8 settembre - Hans Waldmüller, militare tedesco (n. 1912)
- 8 settembre - Quintino Di Vona, antifascista italiano (n. 1894)
- 8 settembre - Ulrich von Hassell, diplomatico tedesco (n. 1881)
- 8 settembre - Lela Karagianni, partigiana greca (n. 1898)
- 8 settembre - Riccardo Masnata, partigiano italiano (n. 1908)
- 8 settembre - Ulrich Wilhelm von Schwerin von Schwanenfeld, politico tedesco (n. 1902)
- 8 settembre - Arthur Trester, dirigente sportivo statunitense (n. 1878)
- 8 settembre - Jan van Gilse, compositore e direttore d'orchestra olandese (n. 1881)
- 9 settembre - Dirk Boonstra, poliziotto olandese (n. 1893)
- 9 settembre - Giovanni D'Achiardi, mineralogista e politico italiano (n. 1872)
- 9 settembre - Camillo Fraschetti, ingegnere, dirigente d'azienda e politico italiano (n. 1854)
- 9 settembre - Otto Mader, ingegnere aeronautico tedesco (n. 1880)
- 10 settembre - Giuseppe Bertini, presbitero, partigiano e antifascista italiano (n. 1916)
- 10 settembre - Giorgio Bigongiari, presbitero italiano (n. 1912)
- 10 settembre - William Cavendish, marchese di Hartington, nobile britannico (n. 1917)
- 10 settembre - Antonio Costa, monaco cristiano e presbitero italiano (n. 1898)
- 10 settembre - Alessandro Della Seta, archeologo e funzionario italiano (n. 1879)
- 10 settembre - Giorgio Maritano, monaco cristiano italiano (n. 1882)
- 10 settembre - Michele Nota, monaco cristiano italiano (n. 1888)
- 10 settembre - Marco Dino Rossi, partigiano italiano (n. 1922)
- 11 settembre - Robert Benoist, pilota automobilistico e partigiano francese (n. 1895)
- 12 settembre - Alberto Alessio, matematico e esperantista italiano (n. 1872)
- 12 settembre - Wilhelm Crisolli, generale tedesco (n. 1895)
- 12 settembre - Giovanni Girardini, partigiano italiano (n. 1922)
- 12 settembre - Costante Lussana, mezzofondista italiano (n. 1892)
- 12 settembre - Art Stickney, golfista statunitense (n. 1879)
- 13 settembre - Yolande Beekman, militare britannica (n. 1911)
- 13 settembre - Renato Boragine, partigiano italiano (n. 1924)
- 13 settembre - Ernesto Burzagli, ammiraglio italiano (n. 1873)
- 13 settembre - Heath Robinson, illustratore e fumettista britannico (n. 1872)
- 13 settembre - Noor Inayat Khan, compositrice, scrittrice e agente segreta indiana (n. 1914)
- 14 settembre - Franco Cesana, partigiano italiano (n. 1931)
- 14 settembre - Renzo Fubini, economista italiano (n. 1904)
- 14 settembre - Heinrich Kühn, fotografo tedesco (n. 1866)
- 14 settembre - Raffaele Manganiello, dirigente sportivo e politico italiano (n. 1900)
- 14 settembre - Galileo Palla, anarchico italiano (n. 1865)
- 14 settembre - Edward Potts, ginnasta britannico (n. 1881)
- 14 settembre - Jean Édouard Verneau, generale francese (n. 1890)
- 14 settembre - Heinrich zu Dohna-Tolksdorf, generale tedesco (n. 1882)
- 14 settembre - Nikolaus von Üxküll-Gyllenband, militare tedesco (n. 1877)
- 15 settembre - Walter Middelberg, canottiere olandese (n. 1875)
- 15 settembre - Mario Paolini, militare e partigiano italiano (n. 1920)
- 16 settembre - Gustav Bauer, politico tedesco (n. 1870)
- 16 settembre - Giuseppe Boffito, letterato, bibliografo e storico della scienza italiano (n. 1869)
- 16 settembre - Dino Fiorini, calciatore italiano (n. 1915)
- 16 settembre - Vincenzo Giudice, militare italiano (n. 1891)
- 16 settembre - Tita Secchi, alpinista e partigiano italiano (n. 1915)
- 16 settembre - Guido Solitro, funzionario e storico italiano (n. 1883)
- 17 settembre - Dino Degani, partigiano italiano (n. 1926)
- 17 settembre - Rita Rosani, partigiana italiana (n. 1920)
- 18 settembre - Bernhard Bästlein, politico tedesco (n. 1894)
- 18 settembre - Donato Carretta, funzionario italiano (n. 1891)
- 18 settembre - Richard Christensen, attore danese (n. 1887)
- 18 settembre - Robert G. Cole, militare statunitense (n. 1915)
- 18 settembre - Hendrikus Colijn, politico olandese (n. 1869)
- 18 settembre - Giorgio Ferro, partigiano italiano (n. 1921)
- 18 settembre - Franz Jacob, politico tedesco (n. 1906)
- 18 settembre - Frans Alfred Meeng, calciatore indonesiano (n. 1910)
- 18 settembre - Anton Saefkow, politico tedesco (n. 1903)
- 18 settembre - Karl Sudrich, schermidore austriaco (n. 1895)
- 19 settembre - Johannes Jacobus Le Roux, aviatore sudafricano (n. 1920)
- 19 settembre - Maurizio Mario Moris, militare e politico italiano (n. 1860)
- 19 settembre - Aldo Salvetti, partigiano italiano (n. 1923)
- 19 settembre - Giuseppe Scagliosi, partigiano italiano (n. 1902)
- 19 settembre - Sher Bahadur Thapa, militare nepalese (n. 1921)
- 20 settembre - Friedrich Bödicker, ammiraglio tedesco (n. 1866)
- 20 settembre - Sandro Gallo, partigiano italiano (n. 1914)
- 20 settembre - Giorgio Ottone Levitz, militare, aviatore e partigiano italiano (n. 1922)
- 20 settembre - Osvaldo Remotti, militare, aviatore e partigiano italiano (n. 1922)
- 20 settembre - Ferdinand von Sammern-Frankenegg, generale tedesco (n. 1897)
- 20 settembre - Alois von Schönburg-Hartenstein, generale austro-ungarico (n. 1858)
- 21 settembre - Uccisione di Graziella Fanti, italiana (n. 1927)
- 21 settembre - Oleksandr Antonovyč Košic', musicista, compositore e direttore d'orchestra ucraino (n. 1875)
- 21 settembre - Giovanni Maria Mataloni, pubblicitario e illustratore italiano (n. 1869)
- 21 settembre - Louis N. Parker, drammaturgo, traduttore e compositore inglese (n. 1852)
- 21 settembre - Artur Phleps, generale tedesco (n. 1881)
- 22 settembre - Pietro Caruso, militare e funzionario italiano (n. 1899)
- 22 settembre - Ferruccio Valobra, partigiano e antifascista italiano (n. 1898)
- 22 settembre - Hugo Väli, calciatore estone (n. 1902)
- 23 settembre - Marco Ciriani, politico e avvocato italiano (n. 1878)
- 23 settembre - Massenzio Masia, partigiano e politico italiano (n. 1902)
- 23 settembre - Matylda Pálfyová, ginnasta cecoslovacca (n. 1912)
- 23 settembre - Jakob Schaffner, scrittore svizzero (n. 1875)
- 23 settembre - John Symes, crickettista britannico (n. 1879)
- 24 settembre - Viktor Piisang, calciatore estone (n. 1918)
- 24 settembre - Michele Testa, antifascista italiano (n. 1875)
- 24 settembre - Wilhelm Wegener, generale tedesco (n. 1895)
- 25 settembre - Walter Breisky, politico austriaco (n. 1871)
- 25 settembre - Adriano Ghione, partigiano italiano (n. 1926)
- 25 settembre - Eugeniusz Lokajski, giavellottista, multiplista e fotografo polacco (n. 1909)
- 25 settembre - Josef Römer, militare tedesco (n. 1892)
- 25 settembre - Karl Julius Alexander Thoenes, alpinista e ingegnere tedesco (n. 1907)
- 26 settembre - Alberto Bolaffi, filatelista italiano (n. 1874)
- 26 settembre - Edwin J. Burke, sceneggiatore e commediografo statunitense (n. 1889)
- 26 settembre - Pedro Pablo Dartnell, generale e politico cileno (n. 1873)
- 26 settembre - Franco Diena, antifascista e partigiano italiano (n. 1925)
- 27 settembre - John Brearley, calciatore e allenatore di calcio inglese (n. 1875)
- 27 settembre - Alfred Brüggemann, compositore, giornalista e traduttore tedesco (n. 1873)
- 27 settembre - Aristide Maillol, scultore e pittore francese (n. 1861)
- 27 settembre - Sergej Michajlovič Prokudin-Gorskij, chimico e fotografo russo (n. 1863)
- 27 settembre - Attilio Salvadè, calciatore svizzero (n. 1882)
- 27 settembre - Armando Zolli, partigiano italiano (n. 1910)
- 28 settembre - Alfredo Agostoni, pittore italiano (n. 1922)
- 28 settembre - Josef Bürckel, politico tedesco (n. 1895)
- 28 settembre - Ottilie von Faber-Castell, imprenditrice tedesca (n. 1877)
- 28 settembre - Petr Ginz, ceco (n. 1928)
- 28 settembre - Matt McQueen, calciatore e allenatore di calcio scozzese (n. 1863)
- 29 settembre - Luigi Berni, partigiano italiano (n. 1894)
- 29 settembre - Pierino Celetto, partigiano italiano (n. 1924)
- 29 settembre - Harry Chamberlin, cavaliere statunitense (n. 1887)
- 29 settembre - Licurgo Angelo Fava, partigiano italiano (n. 1906)
- 29 settembre - Wilhelm Leuschner, politico tedesco (n. 1890)
- 29 settembre - Rossano Marchioni, partigiano italiano (n. 1926)
- 29 settembre - Ubaldo Marchioni, presbitero italiano (n. 1918)
- 29 settembre - Mario Musolesi, partigiano italiano (n. 1914)
- 29 settembre - Augustus Phillips, attore statunitense (n. 1874)
- 29 settembre - Virginia Tonelli, partigiana italiana (n. 1903)
- 30 settembre - Bud Jamison, attore statunitense (n. 1894)
- 30 settembre - Giovanni Palmieri, partigiano e antifascista italiano (n. 1921)